# 菲利普·武亚诺维奇
菲利普·武亚诺维奇（發音：[fîlip ʋǔjanɔʋit͡ɕ]；1954年9月1日—），生於贝尔格莱德，黑山的政治家，黑山社会主义者民主党成员，曾经任职黑山总理（1998年－2002年）、黑山总统（2002年－2003年代理；2003年－2018年）。